# Điện ảnh Thụy Sĩ
Điện ảnh Thụy Sĩ (tiếng Pháp: Cinéma suisse, tiếng Đức: Schweizer Film, tiếng Ý: Cinema Svizzero) là tên gọi ngành công nghiệp Điện ảnh của Liên bang Thụy Sĩ từ 1896 đến nay.

## Nhân vật nổi tiếng

### Nhà làm phim tên tuổi

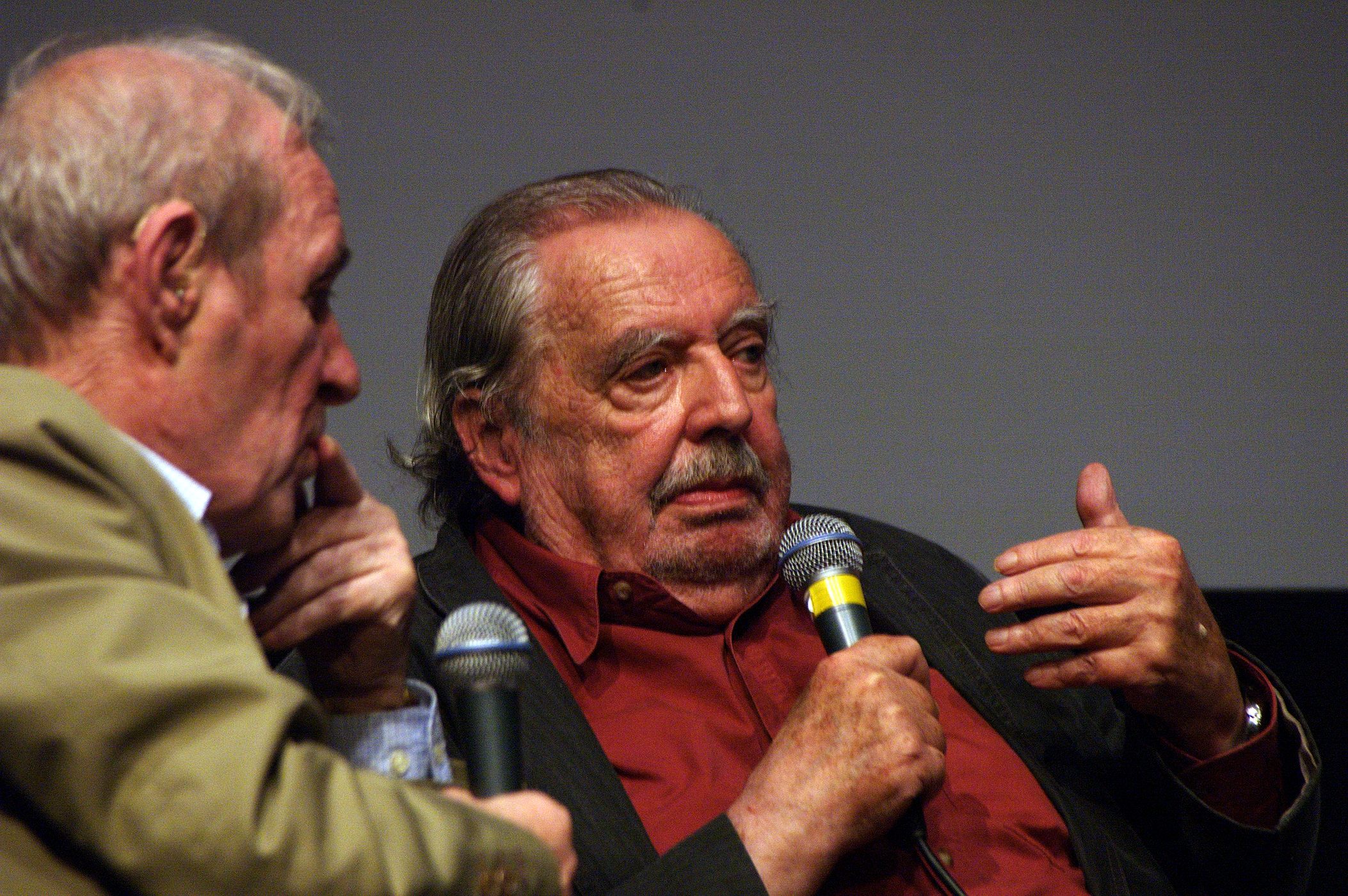
Alain Tanner à la Cinémathèque française en 2008

- Jean-Paul Cardinaux
- Richard Dembo
- Charles-Georges Duvanel
- Kurt Früh
- Jean-Luc Godard
- Claude Goretta
- Elena Hazanov
- Thomas Koerfer
- Xavier Koller
- Markus Imhoof
- Leopold Lindtberg
- Franz Schnyder
- Casimir Sivan
- Alain Tanner
- August Kern
- Lazar Wechsler

### Diễn viên nổi tiếng
- Ursula Andress
- Anne-Marie Blanc
- Sibylle Blanc
- Zarli Carigiet
- Eliane Chappuis
- Bruno Ganz
- Heinrich Gretler
- Emil Hegetschweiler
- Max Haufler
- Marthe Keller
- Maximillian Schell

## Giải thưởng Điện ảnh

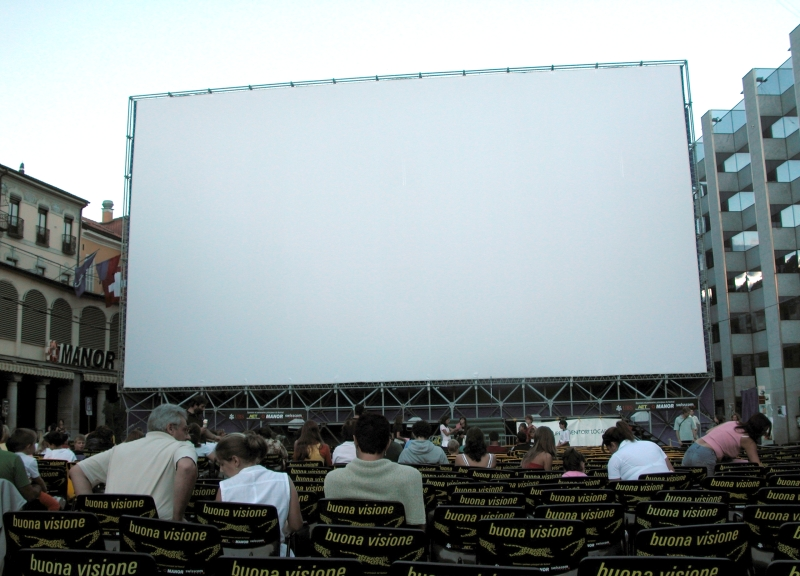
Chiếu phim ở quảng trường Piazza Grande

- Liên hoan phim Quốc tế Locarno
- Liên hoan phim Zurich